# Dunărea Galați în sezonul 2001-2002
Sezonul 2001-2002  este al doilea sezon pentru Dunărea Galați în Liga a III-a. Haralambie Antohi numai este din păcate antrenor al acestei echipe, dar chiar și cu alt antrenor la cârmă Dunărea Galați tot nu are norocul să promoveze și rămâne deci tot în liga a III-a, vine după el și Mihai Ciobanu chiar din acest sezon! el pregătise Dacia Unirea Brăila pe care o promovase sezonul trecut în 2000-2001!.

## Echipă
| Nr. |         | Poziție | Jucător             |
| --- | ------- | ------- | ------------------- |
| -   | România | P       | Iulian Olteanu      |
| -   | România | P       | Alexandru Tănășilă  |
| -   | România | F       | Sorin Chirciu       |
| -   | România | F       | Fani Hărăianu       |
| -   | România | F       | Sorin Haraga        |
| -   | România | F       | Bogdan Anghelinei   |
| -   | România | F       | Manuel Amarandei    |
| -   | România | F       | Sorin Bălan         |
| -   | România | F       | Adrian Silian       |
| -   | România | F       | Adrian Ariton       |
| -   | România | F       | Aurelian Brașoveanu |
| -   | România | F       | Marius Humelnicu    |
| -   | România | F       | Silviu Izvoranu     |
| -   | România | F       | Jean Bozga          |
| -   | România | M       | Valentin Stan       |
| -   | România | M       | Alin Pânzaru        |
| -   | România | M       | Daniel Orac         |
| -   | România | M       | Adrian Negraru      |
| -   | România | M       | Alexandru Bourceanu |
| -   | România | M       | Marian Nejneru      |
| -   | România | M       | Ciprian Milea       |
| -   | România | A       | Cristian Strelțov   |
| -   | România | A       | Eduard Șotrocan     |
| -   | România | A       | Aurelian Podașcă    |
| -   | România | A       | Sorin Drăgan        |
| -   | România | A       | Marius Matei        |

## Transferuri

### Sosiri
| Post | Jucător             | De la echipa       | Suma de transfer  | Dată |  | ---- |
| ---- | ------------------- | ------------------ | ----------------- | ---- |  | ---- |
| F    | Sorin Haraga        | Diplomatic Focșani | liber de contract | -    |  |      |
| M    | Alexandru Bourceanu | Juniori            | liber de contract | -    |  |      |
| F    | Silviu Izvoranu     | Juniori            | liber de contract | -    |  |      |
| M    | Ciprian Milea       | Juniori            | liber de contract | -    |  |      |
| M    | Marian Nejneru      | Juniori            | liber de contract | -    |  |      |
| F    | Jean Bozga          | Juniori            | liber de contract | -    |  |      |
| A    | Sorin Drăgan        | Juniori            | liber de contract | -    |  |      |

### Plecări
| Post | Jucător           | De la echipa       | Suma de transfer  | Dată |  | ---- |
| ---- | ----------------- | ------------------ | ----------------- | ---- |  | ---- |
| A    | Cristian Strelțov | Diplomatic Focșani | liber de contract | -    |  |      |

Clasamentul după 28 de etape se prezintă astfel:

## Seria III

### Rezultate
| Victorii | Egaluri | Înfrângeri | Cea mai mare victorie | Cea mai mare înfrangere |

### Sezon intern
| 1  | Conired Pucioasa           | Dunărea Galați             |  | 0-0  |
| 2  | Dunărea Galați             | Chimia Brazi               |  | 2-1  |
| 3  | Gloria Buzău               | Dunărea Galați             |  | 4-0  |
| 4  | Dunărea Galați             | Flacăra Moreni             |  | 4-1  |
| 5  | Petrolul Steaua Târgoviște | Dunărea Galați             |  | 1-1  |
| 6  | Dunărea Galați             | Hidrojet Breaza            |  | 6-2  |
| 7  | AS Voluntari               | Dunărea Galați             |  | 1-0  |
| 8  | Dunărea Galați             | Juventus Focșani           |  | 4-0  |
| 9  | Conpet Ploiești            | Dunărea Galați             |  | 1-1  |
| 10 | Dunărea Galați             | Petrolistul Boldești       |  | 1-0  |
| 11 | Alpan Târgoviște           | Dunărea Galați             |  | 1-2  |
| 12 | Dunărea Galați             | Chindia Târgoviște         |  | 3-0  |
| 13 | Petrolul Berca             | Dunărea Galați             |  | 1-1  |
| 14 | Dunărea Galați             | Olimpia Râmnicu Sărat      |  | 3-0  |
| 15 | Dunărea Galați             | Conired Pucioasa           |  | 2-1  |
| 16 | Chimia Brazi               | Dunărea Galați             |  | 1-0  |
| 17 | Dunărea Galați             | Gloria Buzău               |  | 0-3  |
| 18 | Flacăra Moreni             | Dunărea Galați             |  | 3-1  |
| 19 | Dunărea Galați             | Petrolul Steaua Târgoviște |  | 4-0  |
| 20 | Hidrojet Breaza            | Dunărea Galați             |  | 1-0  |
| 21 | Dunărea Galați             | AS Voluntari               |  | 4-0  |
| 22 | Juventus Focșani           | Dunărea Galați             |  | 1-1  |
| 23 | Dunărea Galați             | Conpet Ploiești            |  | 1-1  |
| 24 | Petrolistul Boldești       | Dunărea Galați             |  | 4-1  |
| 25 | Dunărea Galați             | Alpan Târgoviște           |  | 0-2  |
| 26 | Chindia Târgoviște         | Dunărea Galați             |  | 2-1  |
| 27 | Dunărea Galați             | Petrolul Berca             |  | 0-1  |
| 28 | Olimpia Râmnicu Sărat      | Dunărea Galați             |  | 10-0 |